# Лиственничний
Ли́ственничний (рос. Лиственничный) — селище у складі Кондінського району Ханти-Мансійського автономного округу Тюменської області, Росія. Входить до складу Леушинського сільського поселення.
Населення — 831 особа (2010, 840 у 2002).
Національний склад станом на 2002 рік: росіяни — 71 %.